# 五十嵐希 (レースクイーン)
五十嵐 希（いがらし のぞみ、1995年9月18日 - ）は、日本の女性モデル、レースクイーン。
群馬県太田市出身。イー・スマイル所属。

## 来歴
レースクイーンに憧れ事務所入りし、2019年6月、伊勢崎オートレース・グリッドガールズ「G★Smil」（ジー・スマイル）に選出されデビュー。2019年10月、第46回東京モーターショーOHLINSブースでのコンパニオンを経験。
2020年からは、10年間続いたドリフトエンジェルスの後継ユニットに当たる「アップガレージ ハニーズ」（TEAM UPGARAGE HONEYS）の第1期メンバーとしてSUPER GT300クラスのレースクイーン活動を開始。2020年3月18日に伊勢崎オートレース・グリッドガールを卒業。
2020年5月12日からはK-1 Girls就任。また同年のスーパーフォーミュラ・B-MaxRacingGirlとしても活動。ビアガーデンのキャンペーンガールであるヒビヤ（Hi-BEER）ガール2020に3期生として加入している。同年12月、日本レースクイーン大賞新人部門ファイナリストに選ばれるが、新人グランプリ受賞はならなかった。
だが新型コロナウイルス感染症流行の影響でサーキットに赴くことが少なかった都合もあってか、2021年度のアップガレージ ハニーズも五十嵐と宮野真菜（プラチナムプロダクション所属）が続投となった。さらに同年のエヴァンゲリオンレーシングでは、式波・アスカ・ラングレー役としてスーパー耐久（ST-Zクラス）のレースクイーンを務める。

## 人物
- 趣味は温泉巡り、食べる事[2]、ゴルフ[3]。
- 特技はクラシックバレエ、バトントワリング[2]。
- K-1 Girlsでのキャッチフレーズは「天真爛漫ゆるカワスタイル」[8]。

## レースクイーン歴
| 年              | カテゴリー           | チーム名                                 | 備考                       |
| --------------- | -------------------- | ---------------------------------------- | -------------------------- |
| 2019年          | 伊勢崎オートレース   | グリッドガールズ「G★Smil」               | 5号車担当                  |
| 2020年          | SUPER GT             | アップガレージ ハニーズ                  | 宮野真菜と共演             |
| 2020年          | スーパーフォーミュラ | B-Max Racing Girl                        | [ 1 ]                      |
| 2021年 - 2022年 | SUPER GT             | アップガレージ ハニーズ                  | 宮野真菜と共演             |
| 2021年 - 2022年 | スーパー耐久         | エヴァンゲリオンレーシングレースクイーン | 式波・アスカ・ラングレー役 |

## 出演

### テレビ
- しまPのまんぐ〜どうでしょう?（2020年10月5日‐、群馬テレビ）レギュラー[動画 1]

### 配信
- みんなのKEIBA「サマー・ウーマンズ・グランプリ2020」（2020年8月、フジテレビ）[注 1]